# Antoine de Waele
Pour les articles homonymes, voir de Waele.
Antoine de Waele, latinisé en Antonius Walaeus, né le 3 octobre 1573 à Gand et décédé le 3 juillet 1639 à Leyde, est un pasteur protestant et théologien calviniste hollandais.

## Biographie
Il est né à Gand, où son père, Jacques de Waele, s’était réfugié après l'exécution du comte d'Egmont en 1568. La famille partit ensuite pour la Zélande en 1585 à la suite des troubles politiques.
De Waele a fait ses études à l'école de Middelbourg avec comme professeur Jacobus Gruterus et Murdisonius, puis à l'Université de Leyde, sous la direction de François du Jon , Lucas Trelcatius et Franciscus Gomarus. Il s'est rendu en France et à Genève, puis il fit  un séjour à Bâle ; il revint aux Pays-Bas en 1601 et devint pasteur de l'église réformée néerlandaise de Koudekerke en 1602. Il enseigna ensuite à Middelbourg. Pendant la période de tension théologique, de Waele était en bons termes avec Hugo Grotius, malgré les vues arminiennes de ce dernier. En 1615, il publia Het Ampt der Kerckendienaren, contre Johannes Wtenbogaert. Son ton était modéré et ouvert au compromis. Ce travail a placé De Waele au centre du débat théologique, mais Wtenbogaert poursuivit la polémique.
En 1617, De Waele devint un prédicateur important à La Haye. Après le synode de Dordrecht de 1618, il fut nommé à la faculté de théologie de Leyde. La formulation des cinq points du calvinisme dans les canons de Dort est attribuée à De Waele, Godefridus Udemans et Jacobus Trigland. 
Il fut traducteur du Nouveau Testament avec Festus Hommius et Jacobus Rolandus. En 1622, il a établi un collège de formation pour les missionnaires à Leyde, pour la Compagnie Néerlandaise des Indes orientales. Robert Junius, le missionnaire, faisait partie de ses élèves.
Son portrait a été peint par David Bailly.  
Son fils Johannes Walaeus fut un physicien, professeur à la faculté de médecine de Leyde.